# Szerzawa (Góry Złote)
Szerzawa (niem. Űberschaar, 515 m n.p.m.)  − szczyt w południowo-zachodniej Polsce,  w Sudetach Wschodnich, w Górach Złotych.
Szczyt w północnej części Gór Złotych, w ramieniu ciągnącym się na północny wschód od szczytu Bodak. Od południowej strony szczytu prowadzi droga krajowa nr 46 Kłodzko - Złoty Stok. 